# Vidikovac, Pula
Vidikovac (tal. Monte Paradiso) je brežuljak, gradska četvrt i jedan od mjesnih odbora Grada Pule. Gradska četvrt administrativno pripada mjesnom odboru Nova Veruda, dok mjesni odbor Vidikovac ne obuhvaća gradsku četvrt Vidikovac, već područje gradskih četvrti Monte-rizzi i Drenovica smještenih na površini od 1.098.976 m² na kojem živi 5.883 stanovnika. Gustoća naseljenosti iznosi 5353,2 st./km².
Vidikovac sa sjevera ograničuje Monte Rizzi, s istoka Drenovica s juga Nova Veruda, a sa zapada Veruda.
Na samom brdu Vidikovac nalazi se austrijska utvrda Casoni Vecchi, poznatija pod nazivom Monte Paradiso. Utvrda je jedna od brojnih fortifikacijskih objekata koji čine unutarnji obrambeni prsten grada Pule. Dana 14. kolovoza 1992. u utvrdi je održan prvi Monteparadiso festival, jedan od najdugovječnijih hardcore punk festivala koji je Pulu doveo u središte europskih supkulturnih događanja.
Južno od utvrde nalazi se Vodotoranj, a sjeverno se ispred višekatnica na Vidikovcu nalazi nekad crveni, a sada sivi spomenik Uljaniku, apstraktni prikaz brodnog pramca u metalu. Do spomenika nalazi se red cvijeća koji predstavlja valove.